# FC 시라크
시라크 풋볼 클럽(Shirak Football Club, 아르메니아어: Շիրակ Ֆուտբոլային Ակումբ)은 시라크 주의 귬리를 연고로 하는 아르메니아의 축구팀이다.

## 내력
시라크 FC는 1958년 아르메니아 소비에트 사회주의 공화국의 귬리에서 창단되었다. 1970년대에는 팀이 Olympia (올림피아) 라는 이름으로 활동하였다. 1991년 아르메니아가 독립하기 전까지는 소비에트 1부 리그에서 활동하였다. 홈 구장인 귬리 스타디움은 약 3,000명의 관중을 수용할 수 있다.

## 수상 경력
아르메니아 프리미어리그
- 우승 (4): 1992, 1994, 1999, 2012-13

## 선수 명단

### 현역
- 흐라이르 코얀(2012 ~ 2013, 2013 ~ 2014, 2018, 2019 ~ 2020, 2023 ~ )

## 같이 보기
- 아르메니아 축구 연맹